# Ampachi (Gifu)
Ampachi (jap. 安八町, -chō) ist eine Stadt im Landkreis Ampachi in der Präfektur Gifu, Japan.

## Weblinks

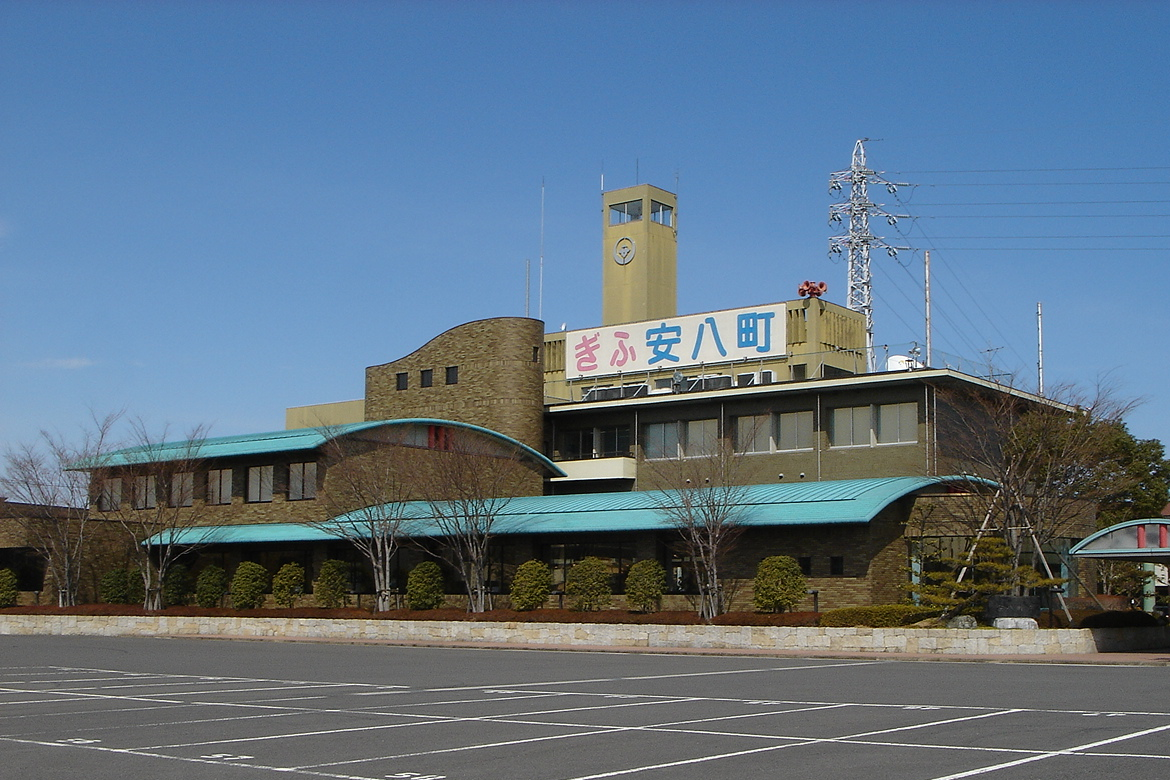
Rathaus

## Verkehr
- Straße:
  - Meishin-Autobahn
  - Nationalstraße 21

## Angrenzende Städte und Gemeinden
- Präfektur Gifu
  - Ōgaki
  - Hashima
  - Mizuho
  - Wanouchi